# Mesocoela swinhoei
Mesocoela swinhoei là một loài bướm đêm trong họ Geometridae.